# BBCセッション1969〜1970 サムシングス・カミング
『BBCセッション1969〜1970 サムシングス・カミング』（Something's Coming: The BBC Recordings 1969–1970）は、イングランドのプログレッシブ・ロック・バンド、イエスのBBCラジオでのライブ・レコーディングを編集したアルバム。オリジナル・ラインナップによる唯一のライブ録音で、オリジナル・ギタリストのピーター・バンクスの監修で編集されて1997年に発表された。 

## 概要
本作はジョン・アンダーソン（ボーカル）、クリス・スクワイア（ベース、ボーカル）、バンクス（ギター、ボーカル）、トニー・ケイ（ハモンドオルガン、ピアノ）、ビル・ブルーフォード（ドラム）からなるオリジナル・ラインナップによるBBCラジオの音楽番組でのパフォーマンスをまとめたものである。1969年から1970年にかけて録音され、取り上げられた楽曲は「サムシングス・カミング」と「フォー・エヴリワン」の2曲を除いて、最初の2枚のアルバム『イエス・ファースト・アルバム』（1969年）と『時間と言葉』（1970年）の収録曲である。 
「サムシングス・カミング」はミュージカル『ウエスト・サイド物語』のタイトルトラックで、1969年に『イエス・ファースト・アルバム』からカットされた「スイートネス」のシングルのB面に収録されたアルバム未収録曲である。「フォー・エヴリワン」は未発表曲で、この後改作されて組曲「スターシップ・トゥルーパー」の「ディシルージョン」になり、『イエス・サード・アルバム』（1971年）に収録された。 
2枚組のセットには監修者で、これらのレコーディングの直後に解雇されたバンクスによるライナーノーツが添付された。
アメリカ盤（Purple Pyramid – CLP 0246-2）はPurple Pyramid、Cleopatra Recordsからライセンスを供与され、タイトルは、"Beyond and Before: The BBC Recordings 1969–1970"になった。「Double Classics」からのヨーロッパ盤（Double Classics – DC 31015）は単に"Something's Coming"と題された。

## 収録曲
| #  | タイトル                                                                                  | 作詞・作曲                                                   | 音源                                  | 時間 |
| -- | ----------------------------------------------------------------------------------------- | ------------------------------------------------------------ | ------------------------------------- | ---- |
| 1. | 「サムシングス・カミング - "Something's Coming"」                                         | レナード・バーンスタイン、スティーヴン・ソンドハイム         | Top Gear with John Peel 1969年1月12日 | 7:38 |
| 2. | 「エヴリデイズ - "Everydays"」                                                            | スティーヴン・スティルス                                     | Top Gear with John Peel 1969年1月12日 | 5:13 |
| 3. | 「スウィートネス - "Sweetness"」                                                          | ジョン・アンダーソン、クライヴ・ベイリー、クリス・スクワイア | Top Gear with John Peel 1969年1月12日 | 4:14 |
| 4. | 「ディア・ファーザー - "Dear Father"」                                                    | アンダーソン、スクワイア                                     | Top Gear with John Peel 1969年1月12日 | 5:33 |
| 5. | 「エヴリ・リトル・シング - "Every Little Thing"」                                         | ジョン・レノン、ポール・マッカートニー                       | Top Gear with John Peel 1969年1月12日 | 5:32 |
| 6. | 「ルッキング・アラウンド - "Looking Around"」                                             | アンダーソン、スクワイア                                     | Dave Symonds Show 1969年8月4日        | 3:40 |
| 7. | 「スウィート・ドリーム - "Sweet Dreams"」                                                 | アンダーソン、デイヴィッド・フォスター                       | Dave Lee Travis Show 1970年1月19日    | 3:26 |
| 8. | 「ゼン - "Then"」                                                                         | アンダーソン                                                 | Dave Lee Travis Show 1970年1月19日    | 4:20 |
| 9. | 「おれ達にはチャンスも経験もいらない - "No Opportunity Necessary, No Experience Needed"」 | リッチー・ヘヴンス                                           | Beat Club 1969年11月                  | 4:17 |

| #  | タイトル                                           | 作詞・作曲                         | 音源                                                   | 時間 |
| -- | -------------------------------------------------- | ---------------------------------- | ------------------------------------------------------ | ---- |
| 1. | 「星を旅する人 - "Astral Traveller"」              | アンダーソン                       | Live on Sunday Show (intro by John Peel) 1970年3月17日 | 6:01 |
| 2. | 「ゼン - "Then"」                                  | アンダーソン                       | Live on Sunday Show 1970年3月17日                      | 5:16 |
| 3. | 「エヴリ・リトル・シング - "Every Little Thing"」  | レノン、マッカートニー             | Live on Sunday Show 1970年3月17日                      | 6:49 |
| 4. | 「エヴリデイズ - "Everydays"」                     | スティルス                         | Live on Sunday Show 1970年3月17日                      | 6:07 |
| 5. | 「フォー・エヴリワン - "For Everyone"」            | アンダーソン、スクワイア           | Live on Sunday Show 1970年3月17日                      | 4:35 |
| 6. | 「イントロ〜スウィートネス - "Sweetness"」         | アンダーソン、ベイリー、スクワイア | Johnnie Walker 1969年6月14日                           | 5:17 |
| 7. | 「サムシングス・カミング - "Something's Coming"」  | バーンスタイン、ソンドハイム       | Top Gear 1969年2月23日                                 | 7:59 |
| 8. | 「スウィート・ドリーム - "Sweet Dreams"」          | アンダーソン、フォスター           | Top Gear 1969年2月23日                                 | 4:14 |
| 9. | 「ビヨンド・アンド・ビフォア - "Beyond & Before"」 | スクワイア、ベイリー               | フランスの放送局 収録日不明                            | 5:27 |

## パーソネル
- ジョン・アンダーソン (Jon Anderson) – ボーカル
- ピーター・バンクス (Peter Banks) – ギター、ボーカル
- クリス・スクワイア (Chris Squire) – ベース、ボーカル
- トニー・ケイ (Tony Kaye) – ハモンドオルガン、ピアノ
- ビル・ブルーフォード (Bill Bruford) – ドラム